# Juan José Sagarduy
Juan José Sagarduy Ayastru, nacido en Zarátamo, el 14 de junio de 1941 y fallecido en Galdácano el 4 de octubre del 2010  es un antiguo  ciclista español que fue profesional de 1961 a 1969.

## Palmarés
| 1961 - G. P. Ayuntamiento de Bilbao 1963 - G. P. Pascuas - Subida a Arrate - Gran Premio de la Bicicleta Eibarresa, más 1 etapa - 1 etapa de la Vuelta a Andalucía | 1964 - Gran Premio de Llodio - 2 etapas del Tour del Porvenir 1966 - G. P. Pascuas - 1 etapa de la Gran Premio de la Bicicleta Eibarresa - 1 etapa de la Vuelta a Levante |

## Resultados en las grandes vueltas
| Carrera         | 1961 | 1962 | 1963 | 1964 | 1965 | 1966 | 1967 | 1968 | 1969 |
| --------------- | ---- | ---- | ---- | ---- | ---- | ---- | ---- | ---- | ---- |
| Giro de Italia  | -    | -    | -    | -    | -    | -    | -    | -    | -    |
| Tour de Francia | -    | -    | -    | -    | 46.º | -    | -    | -    | -    |
| Vuelta a España | -    | -    | -    | -    | -    | 41.º | -    | -    | -    |
| Mundial en Ruta | -    | -    | -    | -    | -    | -    | -    | -    | -    |

-: no participa

Ab.: abandono